# شيلبي بريان
شيلبي بريان (بالإنجليزية: Shelby Bryan)‏ هو لاعب كرة قدم أمريكية أمريكي، ولد في 21 مارس 1946.